# Hydroeciodes pyrastis
Hydroeciodes pyrastis là một loài bướm đêm trong họ Noctuidae.